# Лос Маринес
Лос Маринес (на испански: Los Marines) е населено място и община в Испания. Намира се в провинция Уелва, в състава на автономната област Андалусия. Общината влиза в състава на района (комарка) Сиера де Уелва. Заема площ от 10 km². Населението му е 355 души (по преброяване от 2010 г.). Разстоянието до административния център на провинцията е 112 km.

## Демография
| 1996 | 1998 | 1999 | 2000 | 2001 | 2002 | 2003 | 2004 | 2005 | 2006 |
| ---- | ---- | ---- | ---- | ---- | ---- | ---- | ---- | ---- | ---- |
| 329  | 320  | 326  | 328  | 324  | 326  | 329  | 327  | 329  |      |